# إدغار باريت
إدغار باريت (بالإنجليزية: Edgar Barrett)‏ (26 يونيو 1869 بملبورن في أستراليا - 29 أبريل 1959) هو لاعب كريكت أسترالي. لعب مع فريق فكتوريا للكريكت.

## وصلات خارجية
- إدغار باريت على موقع إي آس بي آن كريك إنفو (الإنجليزية)